# Wulaga (köpinghuvudort i Kina, Heilongjiang Sheng, lat 48,40, long 130,14)
Wulaga (kinesiska: 乌拉嘎, 乌拉嘎镇) är en köpinghuvudort i Kina. Den ligger i provinsen Heilongjiang, i den nordöstra delen av landet, omkring 400 kilometer nordost om provinshuvudstaden Harbin. Antalet invånare är 4 582. Befolkningen består av 2 183 kvinnor och 2 399 män. Barn under 15 år utgör 8,0 %, vuxna 15-64 år 83 %, och äldre över 65 år 7,0 %.
Runt Wulaga är det glesbefolkat, med 14 invånare per kvadratkilometer. Wulaga är det största samhället i trakten. I omgivningarna runt Wulaga växer i huvudsak blandskog.
Genomsnittlig årsnederbörd är 1 046 millimeter. Den regnigaste månaden är juli, med i genomsnitt 261 mm nederbörd, och den torraste är januari, med 9 mm nederbörd.